# 沃氏帶平鰭鮠
沃氏帶平鰭鮠，為輻鰭魚綱鯰形目平鰭鮠科的其中一種，為熱帶淡水魚，被IUCN列為易危保育類動物，分布於非洲坦尚尼亞淡水流域，體長可達2.5公分，棲息在岩石底質底層水域，生活習性不明。

## 擴展閱讀
維基物種上的相關：沃氏帶平鰭鮠